# Trichosma
Trichosma é um género botânico pertencente à família das orquídeas (Orchidaceae).